# مجزرة خان العسل
ارتكبت مجزرة خان العسل خلال الحرب الأهلية السورية من قبل المسلحين السوريين بعد السيطرة على خان العسل، وهي بلدة على بعد 14 كيلومتراً غرب مدينة حلب، من قبل المعارضة المسلحة في 22 يوليو 2013. نسب ناشطو المعارضة المجزرة إلى جماعة جبهة النصرة الجهادية – أحد فروع القاعدة – ولواء أنصار الخلافة، وقالوا أن 51 جندياً حكومياً كانوا قد استسلموا تم إعدامهم. وقال إعلام الحكومة أن الإسلاميين بما فيهم لواء الخلافة قتلوا 123 شخصاً، غالبيتهم من المدنيين.

## الخلفية
كانت الجماعات المسلحة تحاول منذ أشهر الاستيلاء على خان العسل، البلدة ذات الموقع الاستراتيجي في غرب محافظة حلب. وقد سقطت أخيراً في أيديهم يوم 22 يوليو، لكن القتال استمر على أطرافها في اليوم التالي، وفقاً للمرصد السوري لحقوق الإنسان. شوهد خلال الاشتباكات، استخدام الجماعات المسلحة لدبابة تي-55 كانوا قد استولوا عليها.
توفي ما لا يقل عن 150 جندي من الجيش العربي السوري في القتال من أجل السيطرة على البلدة في شمالي محافظة حلب.
كانت خان العسل مسرحاً لهجوم خان العسل الكيميائي في 19 مارس 2013، والتي ادعت الحكومة أن الجماعات المسلحة هي من قامت بتنفيذه، بينما ادعت المسلحين أن الحكومة هي التي نفذته.

## المجزرة
بحسب المرصد السوري لحقوق الإنسان، وهي مجموعة معارضة، فإن 51 جندياً سورياً تم إعدامهم من قبل الجماعات المسلحة بعد سقوط خان العسل، بينما توفي مائة آخرين خلال المعركة. نشر المرصد السوري لحقوق الإنسان مقطع فيديو على الإنترنت والذي أظهر بحسب نيويورك تايمز «ما يبدو أنه ساحة إعدام، فيه عشرات الجثث الهامدة مجمعة مقابل إحدى الجدران التي عليها أثار أعيرة نارية». نقلاً عن شهود عيان لم يكشف عن اسماءهم، حمل المرصد السوري لحقوق الإنسان جبهة النصرة ولواء أنصار الخلافة المسؤولية، قائلاً أن المقاتلين أعدموا معظم جنود الحكومة الذين استسلموا. مقاطع الفيديو التي نشرها لواء أنصار الخلافة تظهر بعض الرجال المقتولين بلباس مدني، وبعض الجثث مشوهة. أكدت جبهة النصرة مشاركتها في المعركة وقالت أن 150 من القوات الموالية للحكومة قتلوا خلالها، لكنها لم تتبنى المسؤولية عن الإعدامات.
أفادت الوكالة العربية السورية للأنباء (سانا) التي تملكها الحكومة في 27 يوليو بأن حصيلة الوفيات بلغت 123 شخص، الغالبية منهم المدنيين - في حين لا يزال هناك آخرين مفقودين.

## ردود الفعل

### ردة الفعل المحلية
- سوريا – ذكر وزير الإعلام عمران الزعبي أن «الإرهابيين الذين ارتكبوا مجزرة خان العسل والدول الداعمة لهم سيحاسبون وسيدفعون ثمناً غالياً».[11]